# Microcymaturini
Microcymaturini – plemię chrząszczy z rodziny kózkowatych i z podrodziny zgrzypikowych. 

## Zasięg występowania
Przedstawiciele tego plemienia występują w Afryce Zachodniej, Środkowej i Wschodniej.

## Systematyka
Do Microcymaturini należy 7 gatunków i 3 rodzaje:
- Microcymatura
- Paracorus
- Pericorus.